# 音の壁
1. 亜音速
2. マッハ 1
3. スーパーソニック
4. 衝撃波

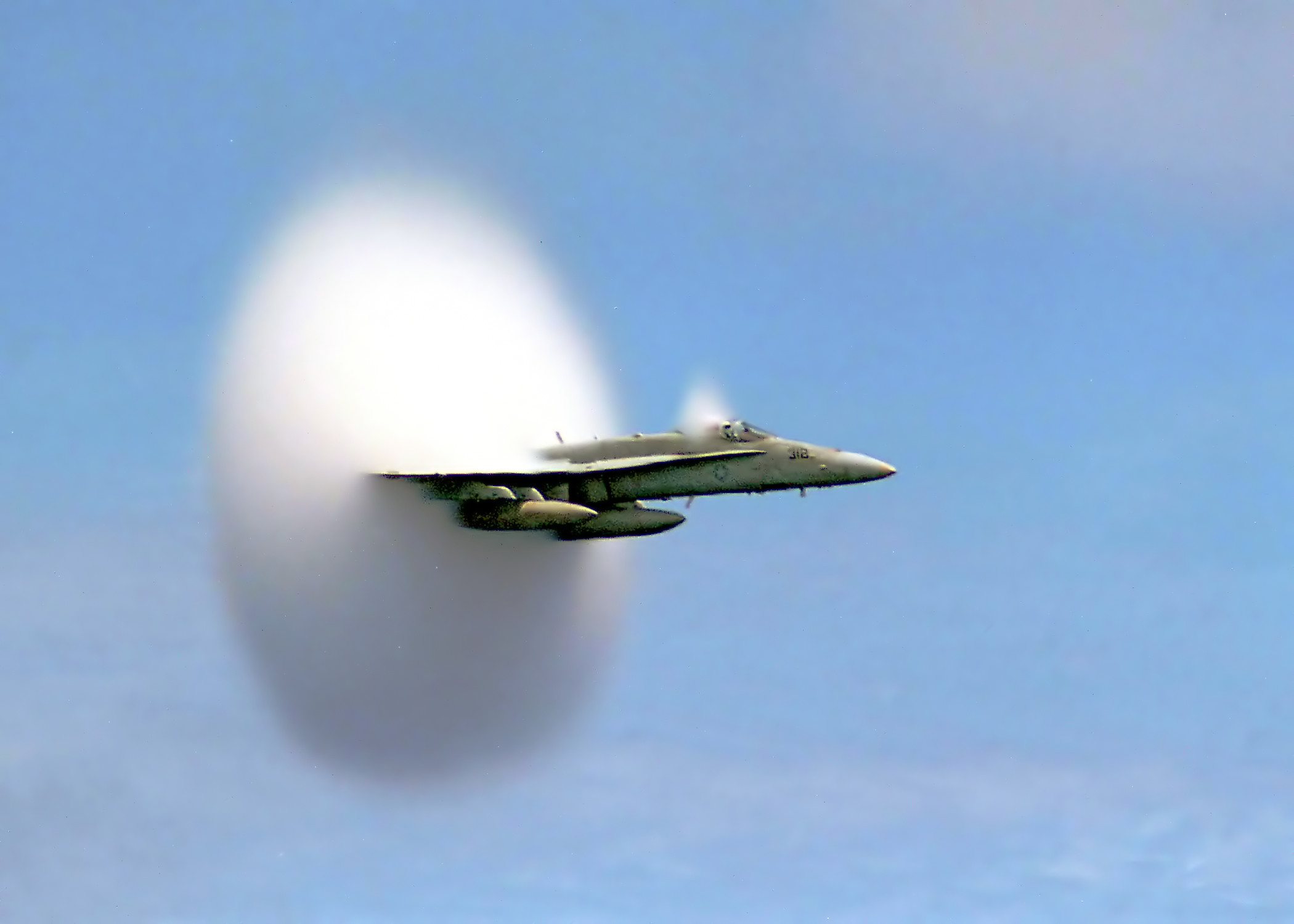
音速の壁を突き進む遷音速のF/A-18F。超音速の白い雲（ベイパーコーン）は、航空機の尾翼周辺の気圧と温度が低下することで形成される(プラントル・グロワートの特異点を参照)

音の壁（おとのかべ、sound barrier）、あるいは、音速の壁（sonic barrier）は、航空機にとって音速（マッハ1）付近の速度で飛行が困難となる状況を表す。
公式記録として音の壁を突破した最初の人物は、チャック・イェーガーとされる。

## 概要
飛行速度が音速に近づくにつれて、空気の圧縮性の影響から生じる造波抗力の急増、翼表面に生じる衝撃波の後流における流れの剥離、その他空力変化や空力弾性的な問題が生じる。第二次世界大戦頃から1950年代の飛行機にとって、音速を超えることがひとつの課題であった。そのため音速を「音の壁」と称し、音速を超える事を「音の壁を突破する」と形容するようになった。
音の壁がことさら強調されたのは、航空機の分野である。砲弾、銃弾に関しては、既に19世紀にはその速度は音速を超えていた。
ジェットエンジンの登場と性能向上による推力の増加、後退翼やエリアルール等による抗力の低減技術により超音速飛行が実現した。
有人機が初めて音速を超えた公式記録は、1947年10月14日、チャック・イェーガーの操縦するX-1実験機によるものである。それまでは、「物体が音速を超える瞬間には、様々な現象が起きるのではないか」とする説が数多くあり、「大気中には『音速の壁』という見えない壁が存在するために、物体が音速を超えることは不可能である」という理論を唱える人々さえいた。

## イェーガー以前に音速を突破したとの主張
イェーガー以前に音速を突破したとの主張が、複数存在する。いずれもその機体の最高速度としては音速を超える事は不可能であるが、これは水平飛行での話である。航空機は機体強度がそれに耐えられるなら、降下による重力加速によって最高速度以上に加速する事が可能である。この件についてアメリカ空軍は、イェーガーとX-1は"水平飛行"で音速を突破した最初の例だと述べている。
- ハンス・ミュッケが、「1945年4月に、Me 262で降下中に音速を超えた」と主張したが、否定されている。[要出典]
- 「1946年に、DFS 346を使用して音速を超えた」という主張をしたソ連関係者がいたが、否定されている。[要出典]
- 土井武夫は著書において、三式戦闘機が音速を突破したケースがあると耳にしたと著しているが、真偽は不明。同機において1945年2月17日、荒蒔義次少佐が1,000km/hを超えたと言われる記録があり、このことを指している可能性があるが、1000km/hは音速には届いていない。
- アメリカ人のジョージ・ウェルチ (George Welch) は、イェーガーが音の壁を突破する二週間前の10月1日に、XP-86で音速を破ったという説がある。

## 「音の壁」を破った音
1971年7月30日、日本（全日空機雫石衝突事故）。自衛隊機と空中衝突した旅客機が、墜落時に音の壁を破った。岩手県盛岡市内の病院屋上では、この時のものと思われる大きな音が聞かれている。